# Оберштурмфюрер

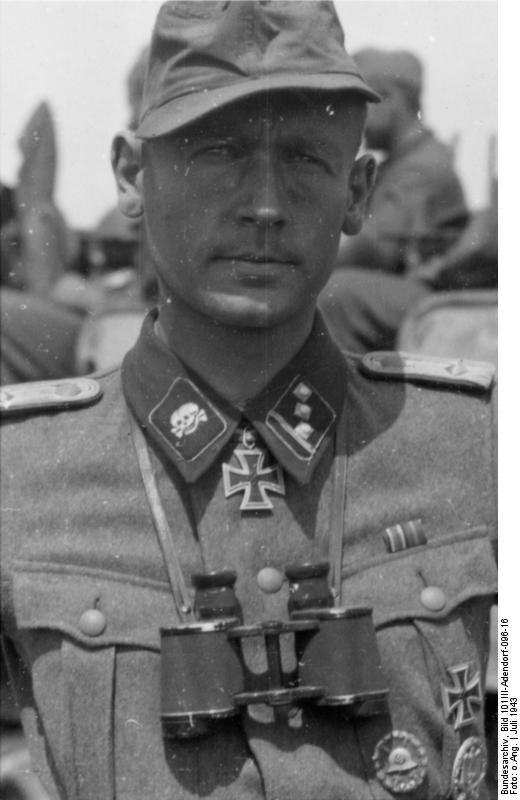
Оберштурмфю́рер СС 3-тя танкова дивізія СС «Тотенкопф»

СС-Оберштурмфю́рер (нім. SS-Obersturmführer) — військове звання в нацистській Німеччині, яке виникло в 1932 році у зв'язку з розширенням СА (нім. Sturmabteilung), а згодом розповсюдилося й на СС.
Виникло з назви посади заступника керівника «СС Штурм» (нім. SS Stuerme) як старший лідер штурмової групи і відповідало військовому званню обер-лейтенанта (старшого лейтенанту) Вермахту.
Структурна одиниця організації СС Штурм (SS Stuerme), який можна за чисельністю прирівняти до армійської роти налічувала три або чотири «Труппен» (нім. SS Truppen), за чисельністю біля взводу. Цей підрозділ територіально охоплював невелике місто, сільський район. У Штурмі налічувалося від 54 до 180 чоловік.
Знаки розрізнення оберштурмфюрера Ваффен-СС

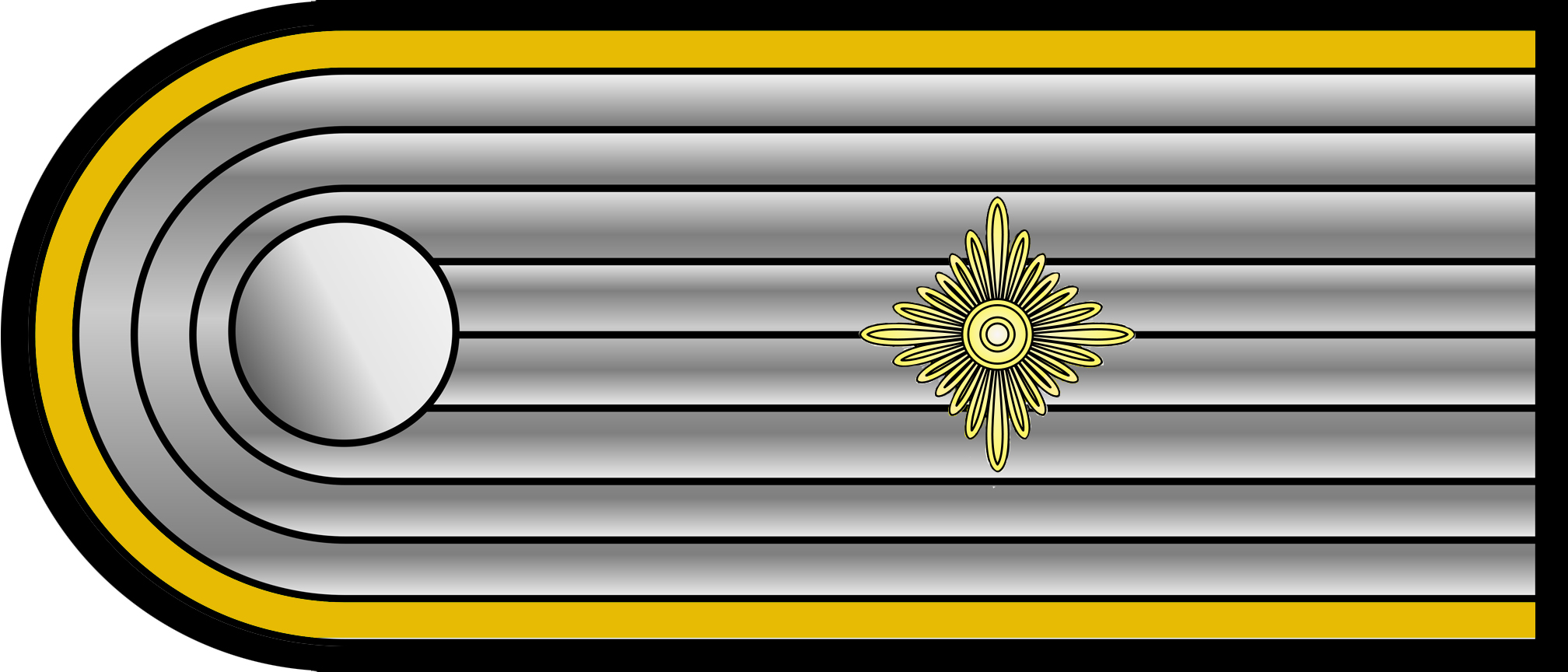
Погон
Петлиця
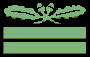
Маскувальний костюм